# Spacebrock
Spacebrock è il ventitreesimo album in studio della space rock band britannica Hawkwind, registrato nel 2000 e pubblicato nello stesso anno. Si tratta di un album solista di Dave Brock, pubblicato però come un lavoro degli Hawkwind.

## Tracce
1. Life Form – 1:42 –  (Brock) - precedentemente rilasciata su PXR5
2. Some People Never Die – 4:02 –  (Brock) - precedentemente rilasciata su Church of Hawkwind
3. Dreamers – 3:40 –  (Brock)
4. Earth Breath – 1:36 –  (Brock)
5. You Burn Me Up – 4:34 –  (Brock)
6. The Right Way – 0:53 –  (Brock)
7. Sex Dreams – 3:48 –  (Brock/Jackson)
8. To Be or Not – 2:12 –  (Brock)
9. Kauai – 1:35 –  (Brock) - precedentemente rilasciata su Distant Horizons
10. Earth Calling – 3:47 –  (Brock) - precedente rilasciata su Space Ritual
11. The Starkness of the Capsule – 3:13 –  (Brock)
12. Behind the Face – 3:15 –  (Brock)
13. Space Brock – 4:47 –  (Brock)
14. Space Pilots – 2:01 –  (Brock)
15. 1st Landing – 1:46 –  (Brock/Calvert)
16. The Journey – 2:48 –  (Brock/Davey) - da non confondere con la traccia omonima contenuta in Alien 4
17. Do You Want This Body – 6:34 –  (Brock)

## Formazione
- Dave Brock - chitarra, basso, tastiere, voce
- Martin Griffin - batteria
- Richard Chadwick - batteria